# Austria Netto Katalog
Az Austria Netto Katalog (ANK) Ausztria legnépszerűbb gyűjtői katalógusa. A 20. század közepe óta rendszeresen kiadják. A bélyeggyűjtők, érmegyűjtők és telefonkártya-gyűjtők mérvadó referenciakatalógusnak tekintik.
A leghíresebb kiadott katalógus a bélyeggyűjtés területén az osztrák gyűjtők területére korlátozottan. Évente adják ki. A legrégebbi katalógus az Österreich Spezial Katalog, mely a 66. kiadásnál tart. Szintén évente adják ki az Österreich Standardkatalogot és a Vierländerkatalogot, ám az utóbbi felsorolja mind a négy német nyelvű ország (Ausztria, Németország, Liechtenstein és Svájc) összes kiadott bélyegét.
A bélyegkatalógusok az ANK-vonalon kiegészítésként tartalmazzák Ausztria évente kiadott érmekatalógusát és a telefonkártyák katalógusát is. A kiadó az egyedileg bevont daraboknak is kiad egy külön katalógust.
2008-tól az ANK főszerkesztője Christine Steyrer.
A hosszú neve miatt a gyűjtők gyakran használják az ANK rövidítést. Az általában használt „ANK-katalógus” kifejezés technikailag felesleges.

## Tartalom
Az Österreich Spezial Katalog lényegesen több tartalommal rendelkezik, mint az Österreich Standardkatalog:
- Személyre szóló bélyegek
- Távíróbélyegek
- Bírósági adóbélyegek/illetékbélyegek
- Kincstári és újságbélyegek
- Hivatalos, új nyomatok
- Katonai posta 1955-től
- Lombard–Velencei Királyság bélyegei
- Levantei osztrák posta bélyegei
- Krétai osztrák posta
- Bosznia-Hercegovina bélyegei
- Az utódállamok felülbélyegzett kiadásai
- Az első és második köztársaság helyi kiadásai (Ausztria)
- Reklám- és emlékívek
- Rakétaposta bélyegei
- Austrian Airlines nyitó repülések alkalmára kiadott bélyegei
- ENSZ-bélyegek

## Fordítás
- Ez a szócikk részben vagy egészben  az   Austria Netto Katalog című angol Wikipédia-szócikk fordításán alapul.  Az eredeti cikk szerkesztőit annak laptörténete sorolja fel. Ez a jelzés csupán a megfogalmazás eredetét és a szerzői jogokat jelzi, nem szolgál a cikkben szereplő információk forrásmegjelöléseként.

## További info4mációk
- ANK.